# Wellandkanaal

Kanaalprofiel van Ontariomeer (links) naar Eriemeer (rechts)

Het Wellandkanaal (Ontario, Canada) verbindt het Eriemeer met het Ontariomeer en is 43,4 km lang. Het kanaal loopt van Port Colborne aan het Eriemeer naar Port Weller aan het Ontariomeer. Als onderdeel van de Saint Lawrencezeeweg zorgt het Wellandkanaal ervoor dat schepen de Niagarawatervallen kunnen ontwijken.

## Geschiedenis
Het huidige kanaal is de vierde waterweg tussen beide twee meren met dezelfde naam. Voor de aanleg van de eerste waterwegverbinding werd vracht per schip tot de Niagarawatervallen aangevoerd. De schepen werden gelost, de lading zo'n 20 kilometer over land vervoerd en na de watervallen werden andere schepen geladen die de lading verder vervoerden. Deze weg lag tussen Queenston en Chippawa aan de Niagara.
Onder leiding van William Hamilton Merritt werd op 30 november 1824 een aanvang gemaakt met de aanleg van het eerste Wellandkanaal. Hij had de Welland Canal Company opgericht en particulieren en de overheid droegen financieel bij. Op dezelfde datum, maar vijf jaar later, maakte het eerste schip een proefvaart door het kanaal. Daar waar mogelijk was gebruikgemaakt van bestaande rivieren die werden opgenomen in de route. Het kanaal begon bij Port Dalhousie en liep via St. Catharines door naar het zuiden. Bij Port Robinson maakte het een scherpe bocht naar het oosten en vervolgde de route over de rivier Welland. Bij Chippawa kwam het kanaal achter de watervallen uit op de Niagara. De zeilschepen werden met paarden vanaf een jaagpad door het kanaal getrokken. Na de opening werd verder gewerkt. Vanaf Port Robinson werd verder naar het zuiden gegraven en in 1833 kwam het kanaal uit bij Port Colborne. Dit had als belangrijk voordeel dat de schepen niet langer bij de watervallen uitkwamen op de Niagara maar direct op het Eriemeer waardoor deze route veiliger was. Het kanaal was 44 kilometer lang en telde 40 sluizen gemaakt van hout. 
De tolopbrengsten waren onvoldoende en de maatschappij raakte in financiële problemen. In 1839 kwam het kanaal in de handen van de staat. Het kanaal bleek snel te klein en in 1841 werd de opdracht gegeven voor verbeteringen. Het bestaande kanaal werd verbreed en het aantal sluizen werd gereduceerd naar 27 stuks. De komst van grotere stoomschepen maakte in 1887 de aanleg van het derde Wellandkanaal noodzakelijk. Het aantal sluizen bleef nagenoeg ongewijzigd met 26 stuks, maar ze waren nu 82,3 meter lang en 13,7 meter breed. In 1889 voeren 2000 schepen door het kanaal, waarvan 820 stoomschepen en 1141 zeilschepen.
|         |                 | Kanaal        | Kanaal        | Kanaal       | Kanaal        |
| ------- | --------------- | ------------- | ------------- | ------------ | ------------- |
|         |                 | Eerste (1829) | Tweede (1848) | Derde (1887) | Vierde (1932) |
| Sluizen | Sluizen         | 40            | 27            | 26           | 8             |
|         | Breedte (meter) | 6,7           | 8,1           | 13,7         | 24,4          |
|         | Lengte (meter)  | 33,5          | 45,7          | 82,3         | 261,8         |
|         | Diepte (meter)  | 2,4           | 2,7           | 4,3          | 8,2           |

## Huidige situatie
Met de bouw van het vierde en huidige kanaal werd in 1913 begonnen.  Tijdens de Eerste Wereldoorlog was er gebrek aan bouwmateriaal, het werk werd stilgelegd en pas in 1919 werd het werk hervat en in 1932 was het werk af. Er bleven slechts acht sluizen over. De monding van het kanaal in het Ontariomeer verhuisde van Port Dalhousie een paar kilometer naar het oosten naar Port Weller. In 1950 werd de bodem van het kanaal tot 8,2 meter onder de waterspiegel uitgebaggerd. Tussen 1967 en 1972 werd het kanaal bij Welland voor een deel verlegd. Het oude tracé liep dwars door het centrum van de stad en het nieuwe traject werd ten oosten van de stad gegraven. Op het nieuwe traject waren minder bruggen waardoor de wachttijden voor de schepen verminderden, en het kanaal was breder en daardoor veiliger.

### Functie
Door het eerst aangelegde kanaal en zijn opvolgers konden goederen van Detroit (Michigan), Cleveland (Ohio) en andere industriegebieden in de Verenigde Staten en Ontario vervoerd worden naar de haven van Montreal waar ze werden verscheept op oceaanschepen voor internationaal vervoer. Het kanaal heeft verder een belangrijke rol gespeeld bij de aanvoer van ijzererts van Sept-Îles in Canada naar de Amerikaanse staalindustrie en bij het transport van Canadees graan naar de Sovjet-Unie.
Alleen gedurende de wintermaanden, van eind december tot medio maart, is het kanaal gesloten vanwege ijsvorming. Het onderhoud aan het kanaal wordt in deze periode verricht. Op ongeveer 280 dagen per jaar is het kanaal bevaarbaar.

### Sluizen
Het Wellandkanaal is bij het Eriemeer bijna 100 meter hoger dan bij het Ontariomeer. Door middel van acht sluizen wordt dit hoogteverschil overbrugd. Zeven sluizen zijn gebouwd aan de noordkant van het kanaal bij het Ontariomeer en een sluis ligt bij Port Colborne. Elke sluis is ongeveer 24 meter breed en 260 meter lang.

### Bruggen
De vele hef- en basculebruggen en tunnels zorgen ervoor dat schepen met een maximum hoogte van 35 m kunnen passeren. De namen van de bruggen laten geen onduidelijkheid bestaan over waar je ze kunt vinden, ze zijn genummerd van 1 t/m 21. De meeste bruggen zijn verticale hefbruggen als op de afbeelding van brug nummer 11 bij Allanburg. Er zijn nu nog drie bruggen in gebruik. Door wachttijden bij bruggen en sluizen duurt een vaartocht over het Wellandkanaal ongeveer 11 uur.
Het aanleggen van het kanaal maakte de Trent-Severn Waterway, welke het Huronmeer met het Ontariomeer verbindt, overbodig.

## Vervoerscijfers
Per jaar maken meer dan 3200 schepen gebruik van het Wellandkanaal. In de periode 1959 tot en met 2012 lag de piek op 8072 schepen in 1959 en dat aantal nam nadien af. Het aantal schepen in beide richtingen is nagenoeg even groot en ligt tegenwoordig rond de 1600 stuks. De hoeveelheid lading die wordt meegenomen is nu ruim 30 miljoen ton, waarvan twee derde van het Ontariomeer naar het Eriemeer. Omgekeerd wordt duidelijk minder lading meegenomen. In 1979 werd ruim 66 miljoen ton lading verscheept en ook hier is een daling waarneembaar. De lading bestaat voor de helft uit bulkproducten, exclusief steenkool en granen. Steenkool heeft een aandeel van 10% tot 15% in het totaal en graan beslaat ruim een kwart van alle lading.

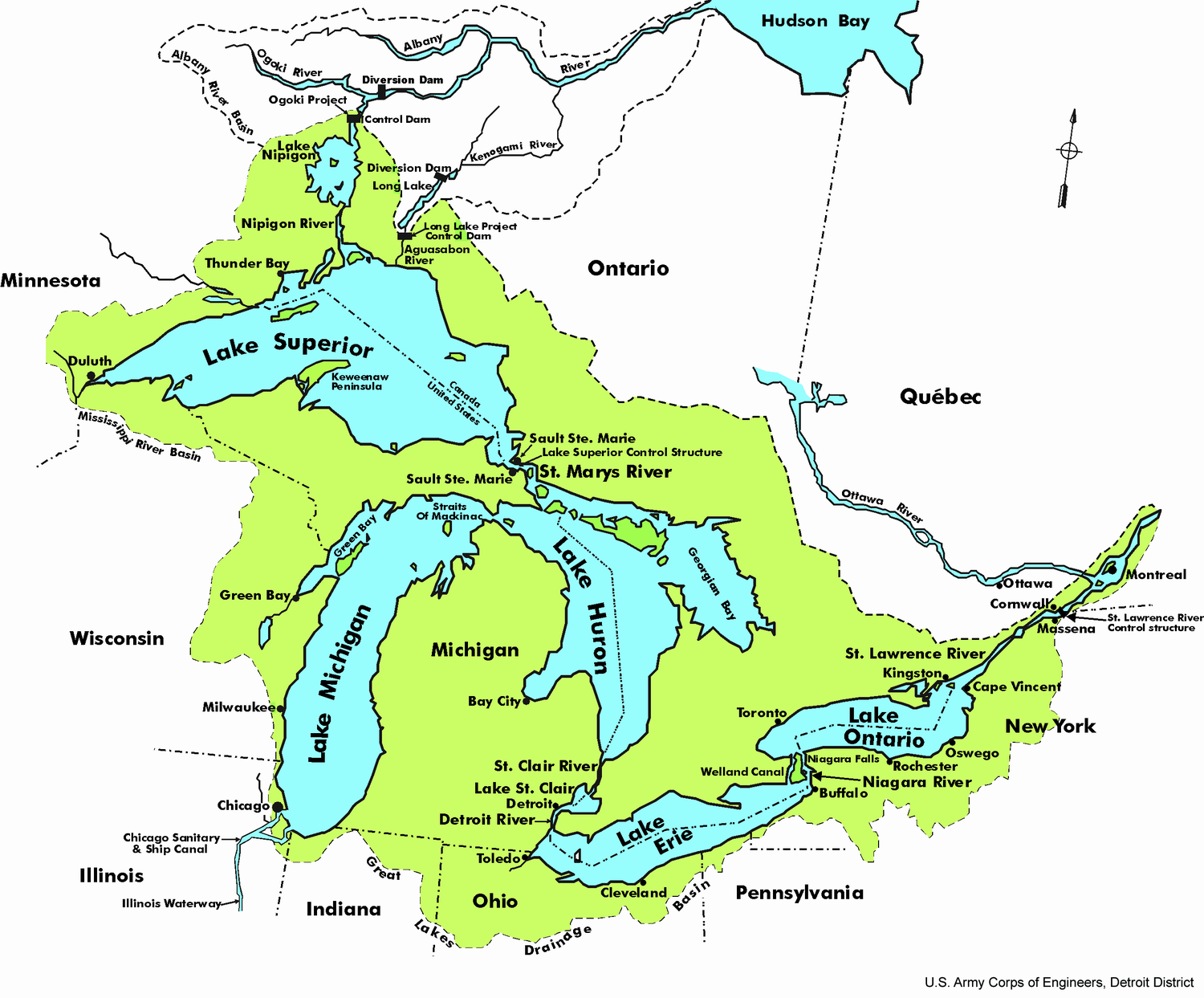
Grote Meren gebied met rechtsonder het Wellandkanaal en de Niagarawatervallen

| Jaar | Aantal schepen | lading in miljoenen tonnen |
| ---- | -------------- | -------------------------- |
| 1960 | 7 536          | 26,5                       |
| 1970 | 7 122          | 57,1                       |
| 1980 | 6 567          | 59,6                       |
| 1990 | 3 577          | 39,4                       |
| 2000 | 3 351          | 36,6                       |
| 2005 | 3 443          | 34,1                       |
| 2010 | 3 135          | 29,2                       |
| 2015 | 3 006          | 28,2                       |
| 2018 | 3 147          | 30,1                       |

## Fotogalerij

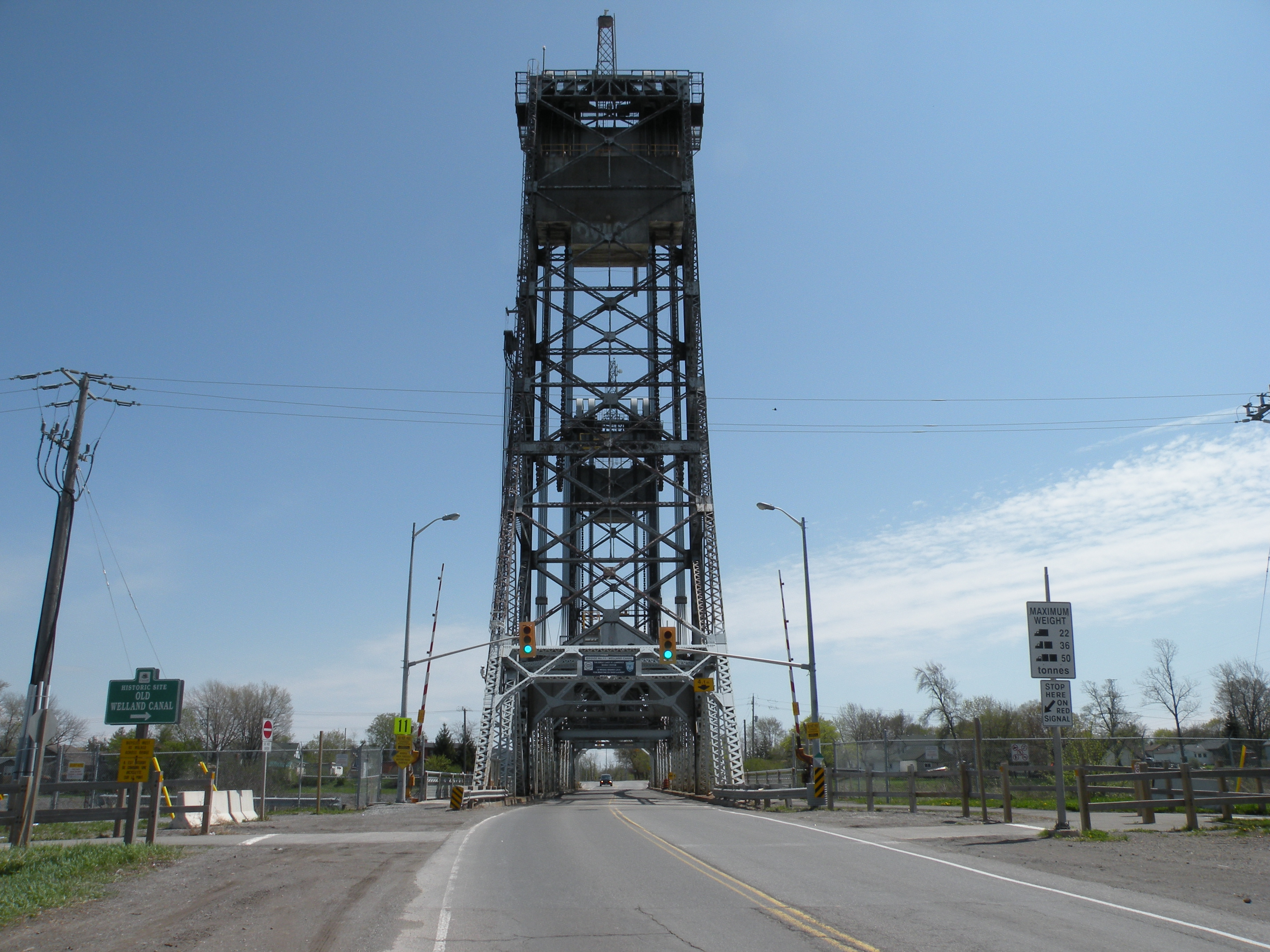
Allanburgbridge (nummer 11)
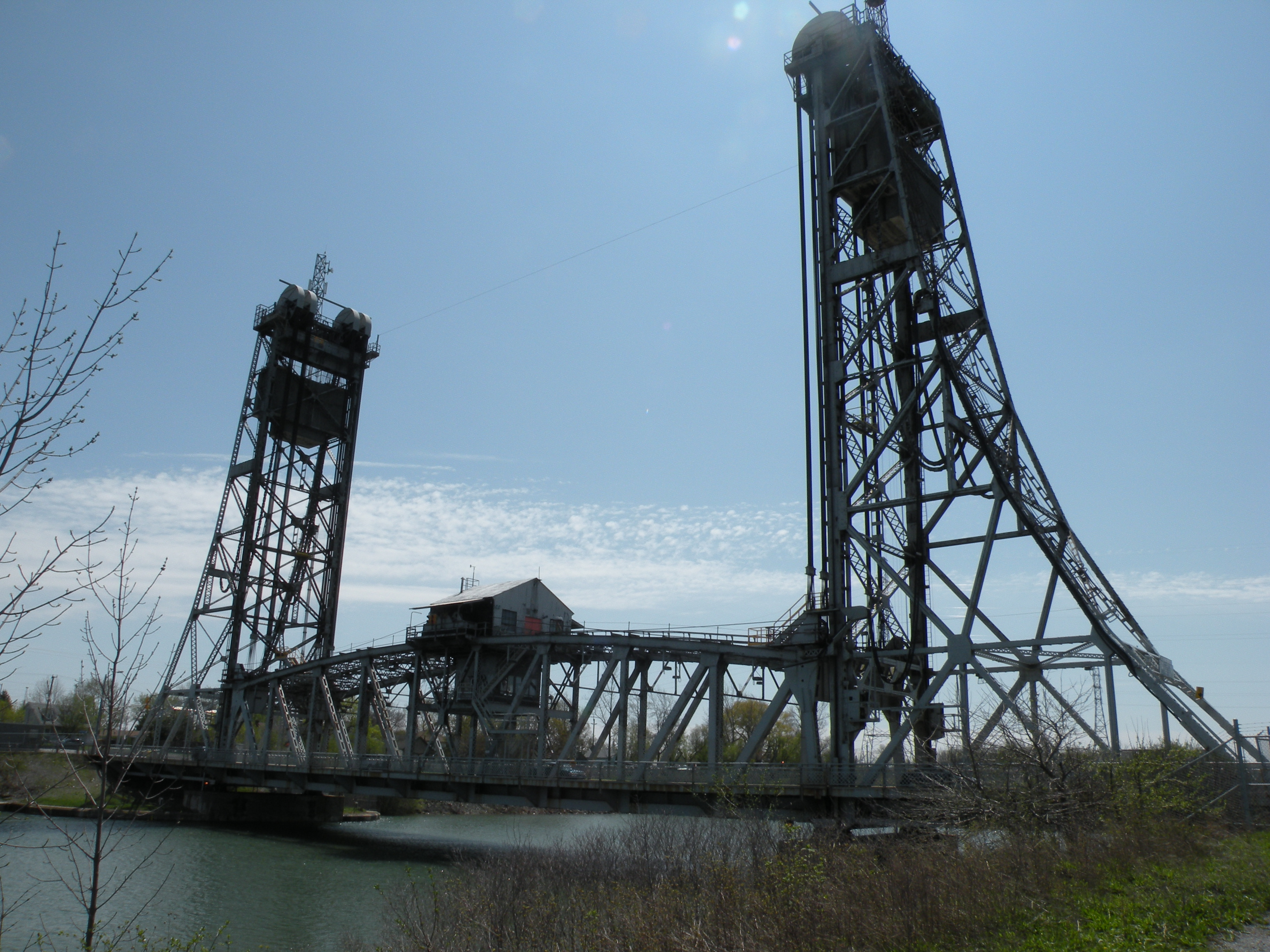
Zijzicht van Allanburgbridge (nr 11)
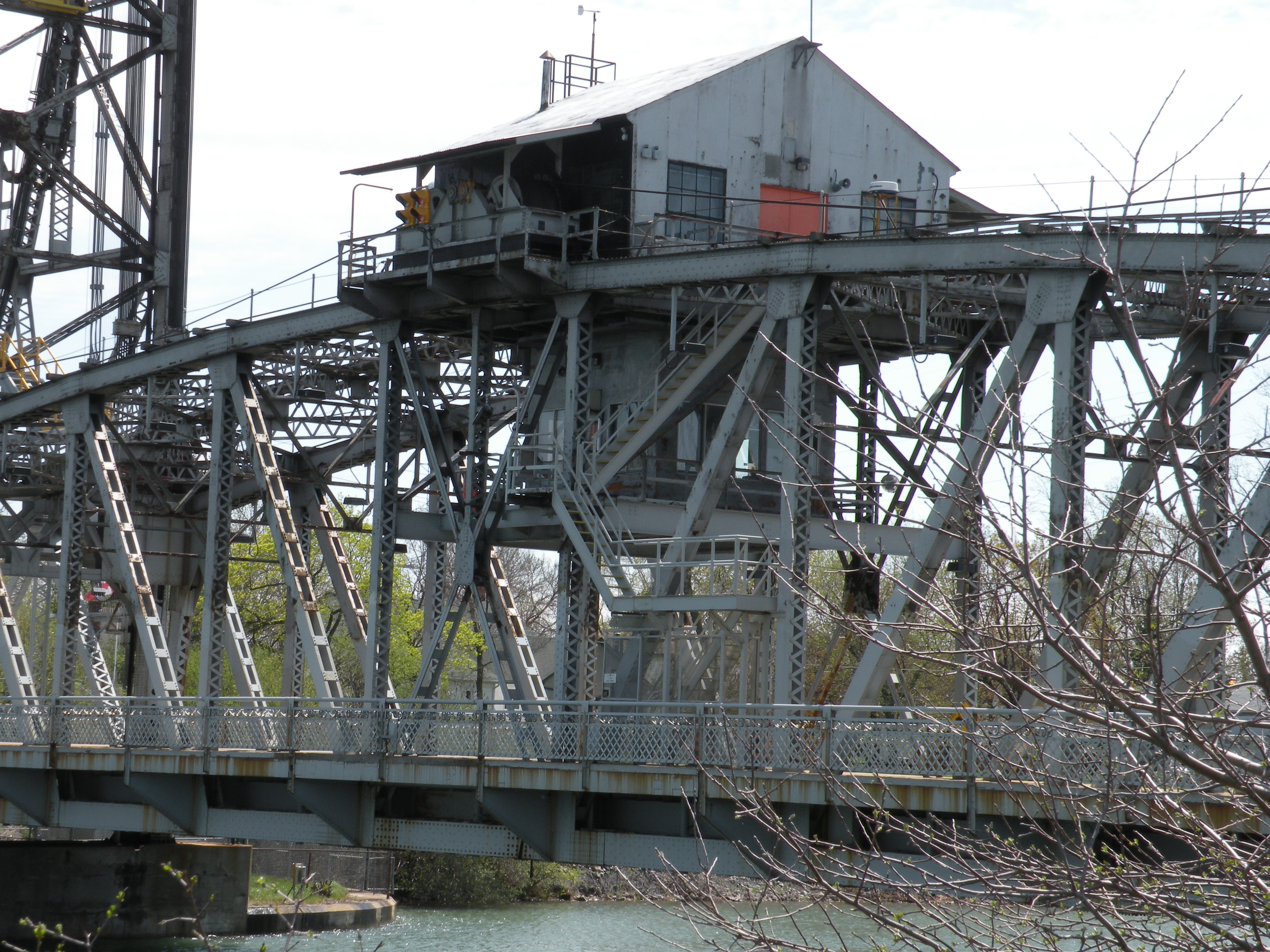
Detail van Allanburgbridge
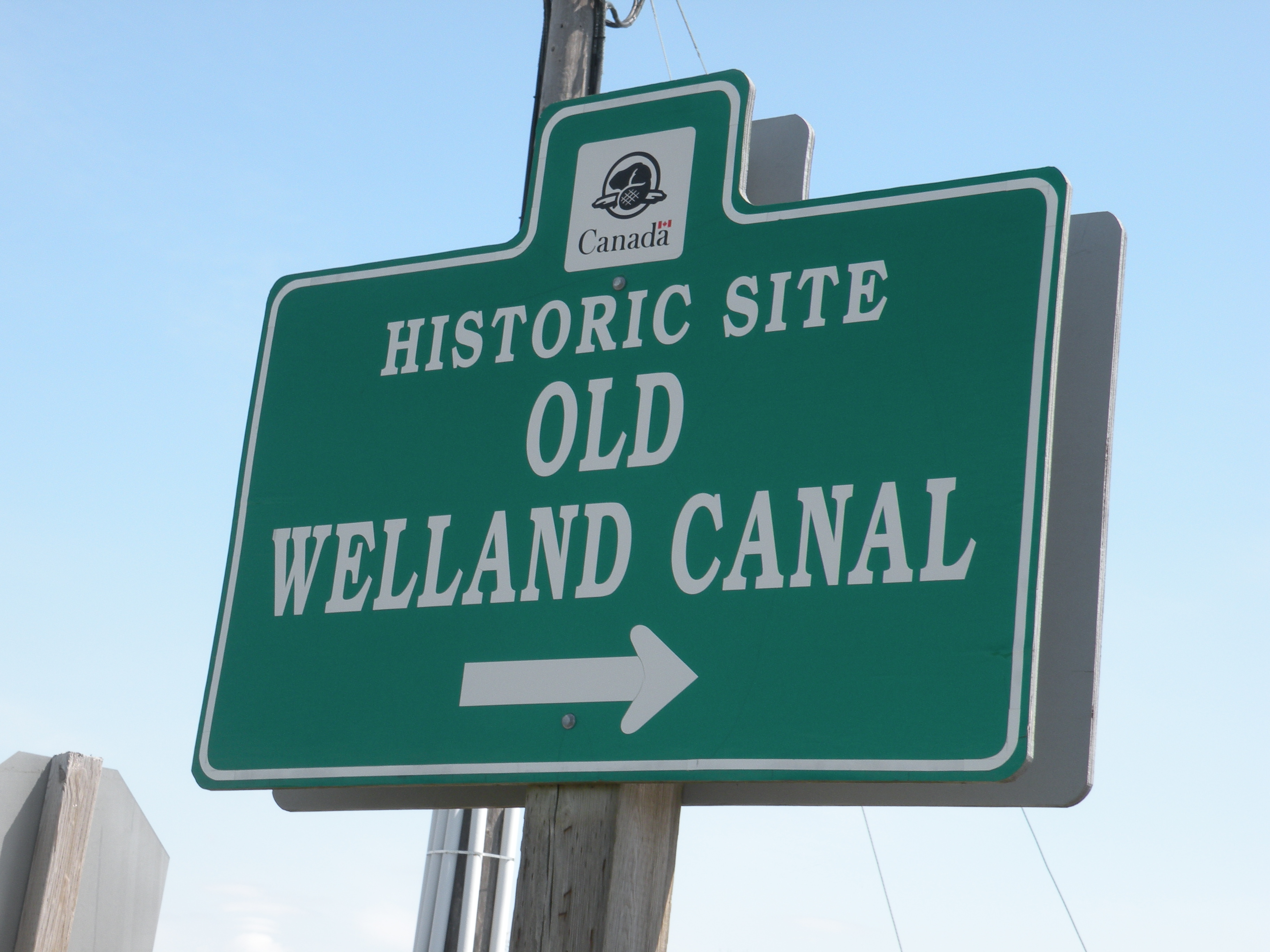
Verkeersbord bij toeristische route langs Wellandkanaal